# Runa uturuncu
El Runa uturuncu (Quechua, runa: hombre, y uturunku: yaguareté o "tigre"), también llamado Runa Uturunco, Uturunco, Hombre-Tigre u Hombre-Puma. Es una leyenda de la Argentina que tiene su origen de los quichuas. Se cuenta que se trata de un lujito que al poseer una piel de puma es capaz de transformarse en un puma enorme. Posee una gran fuerza, ferocidad e inteligencia. La leyenda cuenta que es solo capaz de convertirse de noche y sale de noche en busca de personas para devorarlas, prefiere morder a personas que estén solas por caminos boscosos. Para diferenciarlo de un puma se deben ver sus patas o sus huellas, ya que tiene cinco dedos y no cuatro como es normal para estos animales. Algunas fuentes dicen que es bípedo. Para adquirir esta habilidad el brujo debe de vender su alma al Diablo
Vuelve a su forma humana según algunas versiones cuando amanece, se convierte en vampiro y mata a su presa. Para vencerlo debe besarlo en todo el cuerpo. Es vulnerable a las balas.

## En la cultura popular
En el Museo Folklórico de Londres (Provincia de Catamarca) hay una excelente representación a escala humana. Fue tapa del libro Folklore de Catamarca de Claudio Bertonatti (2018).